# 克氏盾龙属
克氏盾龙（属名：Crichtonpelta）或译克氏甲龙，是植食性甲龙科恐龙已灭绝的一个属，生存于晚白垩世（森诺曼阶）的中国。

## 发现与命名
2007年，吕君昌、季强、高誉博和李志新命名并描述了克氏龙的第二个物种：本溪克氏龙（Crichtonsaurus benxiensis），种名纪念本溪地质博物馆。
正模标本BXGMV0012是在北票市附近孙家湾组中发现的一个颅骨，地质年龄可能追溯到森诺曼阶早期（约9900～9500万年前）。标本BXGMV0012-1是一具缺少颅骨的骨骼，发现于同一采石场，亦归入该物种。此外，2014年四合屯化石博物馆展示的一具带有头骨的骨骼后来亦归入克氏盾龙。2017年描述来自相同采石场的第四件标本――G20090034，由一个缺少鼻部前端的颅骨组成。
2014年，维多利亚·阿博尔指出克氏龙是个疑名，因此将第二个种命名为新属克氏盾龙。属名纪念侏罗纪公园作者迈克尔·克莱顿并加上希腊语πέλτη／peltè（小盾牌），但当时仍为无效的论文名，后来于2015年由阿博尔和菲力·柯里正式命名。模式种是本溪克氏龙，新组合是本溪克氏盾龙（Crichtonpelta benxiensis）。尽管克氏龙是疑名，但化石材料实际上可能属于克氏盾龙。然而，阿博尔注意到BXGMV0012-1和LPM 101之间肩胛骨与肱骨的明显差异，后者之前被归入克氏龙：前者肩胛骨有一签条形肩峰，肱骨上有一更长的三角嵴。

## 描述
阿博尔确立了该属的几个鉴别特征，其中之一为自衍征（独特的衍生特征）：颧骨（方颧骨）顶端朝上。此外还有一个独特的特征组合，但这些特征本身并不独特。上鼻甲形成一个不规则块体，没有明显地分成不同骨片。颧骨比绘龙更深。颅顶泪骨处没有谷氏绘龙那样的缺口。鳞状骨比魔头绘龙更短。然而，颧骨顶部比戈壁龙或沙漠龙更长且更尖，尖端位于后缘。后颅顶的横嵴有两个尖角。
克氏盾龙正模标本比克氏龙稍大一些，而后者本身长约三到四米。目前尚不确定克氏盾龙是否拥有尾槌。

## 分类
克氏盾龙隶属甲龙科，且被置于甲龙亚科的基干位置，使之成为该类群已知最古老的物种。